# Karina Carsolio Ávila
Karina Carsolio Ávila (Ciudad de México, 28 de septiembre de 1993) es una corredora de fondo mexicana especializada en skyrunning y carrera de senderos. Es la ganadora del Campeonato de Skyrunning de Norteamérica y Centroamérica 2023.

## Biografía
Como hija de los montañeros reconocidos mundialmente, Carlos Carsolio, ques es la cuarta persona (y la primera no europea), en alcanzar las cimas de los 14 ochomiles y Elsa Avila, primera mexicana en subir el Everest. 
La infancia de Karina transcurrió en las montañas que rodean la Ciudad de México, desde entonces toda su vida ha tomado lugar en la montaña. Creció en el pequeño pueblo de Valle de Bravo, donde practicó diferentes deportes al aire libre.
Comenzó a correr competitivamente a nivel nacional a los 19 años. Después de terminar la carrera en medicina, en  2021 comenzó a competir a nivel internacional, a partir de esa fecha ha logrado múltiples podios en carreras de trail running y skyrunning principalmente en Europa y Centroamérica.
La atleta también es médico general, enfocándose principalmente en mujeres deportistas, ayudándolas con la nutrición para tener una fisiología saludable para un rendimiento óptimo. Su trabajo por la naturaleza y las montañas también la ha llevado a involucrarse en una diversidad de proyectos para el medio ambiente, incluida la construcción de baños secos en múltiples parques nacionales, proyectos agroforestales en su ciudad natal desde el ecoactivismo.

## Trayectoria
En 2015 logró sus primeros éxitos en el panorama nacional, destacó la victoria en la prueba de 50 kilómetros del Ultra-Trail de México. También ha conquistado en México la Triple Corona de Solo para Salvajes conformada por tres carreras: Izta 4000, Sky Iztaccíhuatl y Sky Race La Malinche. El 28 de septiembre de 2019 logra récord de ascenso al Iztaccíhuatl. Llegó a la cima en 3 horas 45 minutos y volvió a bajar completando el bucle en 6 horas 5 minutos 12 segundos, estableciendo un nuevo récord de ida y vuelta. Aprovechó la repercusión mediática de su hazaña para alertar sobre el calentamiento global y, en particular, sobre el derretimiento del glaciar Ayocolo.   
Karina Carsolio se reveló en la escena internacional el 18 de julio de 2021, durante la carrera de montaña Dolomyths Run, realizada en Las Dolomitas, en Canazei, Italia.Gracias a este triunfo, se convierte en la única persona mexicana hasta ahora en obtener un podio en la Golden Trail World Series. 
El 25 de junio de 2022 consiguió la victoria en Monte Rosa SkyMarathon, la carrera más alta de Europa la cual tiene un recorrido de 35 kilómetros en los que llega a los 4.554 metros y a los 7.000 metros de desnivel, con un terrero peligroso y complicado compuesto de piedras y glaciares. Esta competición internacional de skyrunning es celebrada en Alagna Valsesia en Monte Rosa. Ese mismo año, dominó la escena nacional mexicana y ganó la Golden Trail National Series México.
El 2 de abril de 2023 ganó el Campeonato de Skyrunning de América del Norte y Central, que se realiza en el marco de la Cumbre SkyRace en Costa Rica. Completó la prueba en 2 horas 8 minutos 24 segundos para quedarse con el título.
En 2023, con las victorias en las carreras Schlegeis 3000 Skyrace,Matterhorn Ultraks Extreme y Limone Xtreme, Carsolio logró obtener el segundo lugar global en el circuito Merrell Skyrunner World Series 2023.
En la primera mitad del 2024, Carsolio ha conseguido colocarse en el primer lugar en dos de las carreras del circuito Merrell Skyrunner World Series: México Sky Challenge celebrada en la ciudad de Orizaba, Veracruz y Cordillera Blanca Skyrace en Huaraz, Perú, así como el tercer puesto en el podio en Minotaur SkyRace en Alberta, Canadá.

## Palmarés Internacional
| Año  | Carrera                                                  | Medalla           | Distancia | Desnivel | País       |
| 2015 | Ultra-Trail de México - 50K Ultra Light                  | Medalla de oro    | 50 km     | +1,798m  | México     |
| 2021 | DoloMyths Run                                            | Medalla de bronce | 22 km     | +1,900m  | Italia     |
| 2022 | Monte Rosa SkyMarathon                                   | Medalla de oro    | 35 km     | +7,000m  | Italia     |
| 2022 | Trophée Kima                                             | Medalla de bronce | 52 km     | +4,200m  | Italia     |
| 2023 | Campeonato de Skyrunning de Norteamérica y Centroamérica | Medalla de oro    | 20 km     | +1,465m  | Costa Rica |
| 2023 | Minotaur SkyRace                                         | Medalla de bronce | 33 km     | +2,900m  | Canadá     |
| 2023 | DoloMyths Run                                            | Medalla de bronce | 22 km     | +1,900m  | Italia     |
| 2023 | Schlegeis 3000 Skyrace                                   | Medalla de oro    | 34 km     | +2,400m  | Austria    |
| 2023 | Matterhorn Ultraks Extreme                               | Medalla de bronce | 25 km     | +2,876m  | Suiza      |
| 2023 | Limone Xtreme                                            | Medalla de plata  | 22,2 km   | +2,500m  | Italia     |
| 2024 | México Sky Challenge                                     | Medalla de oro    | 35 km     | +2,975m  | México     |
| 2024 | Minotaur SkyRace                                         | Medalla de bronce | 33 km     | +2,900m  | Canadá     |
| 2024 | Cordillera Blanca Skyrace                                | Medalla de oro    | 27km      | +1,550m  | Perú       |

## Récords
Karina Carsolio ha establecido varias marcas de ascenso y descenso en las cumbres más emblemáticas del México:
- Iztaccíhuatl, 5236 m s. n. m. Subida y bajada del sendero comercial "Los Portillos" desde la base hasta la cima, recorrido que normalmente se realiza en 11-12 horas. 2:33 horas, 2022.
- Pico de Orizaba, México. Subiendo solo en 1:36 horas (2022), normalmente se realiza en 8 horas.
- Volcán Malinche, México. Subiendo y bajando por su vía comercial, es una ruta que se suele realizar en 8-10 horas. 1:59 (2019).
- Iztaccíhuatl, México. Subida y bajada desde la base (2600 m s. n. m.) hasta la cima (5236 m s. n. m.), generalmente se realiza en 3 días. 6:05 horas (2019)
- Nevado de Colima, 5236 m s. n. m. Track normalmente se realiza en 2 días, este track comienza en el pueblo más cercano al volcán. 4:58 horas (2017).
- Huayna Potosí, 6090 m s. n. m., tercer volcán más alto de Bolivia, el ascenso por su ruta comercial, normalmente se realiza en 2 días. 3:06 horas (2017).
- Volcán Tacaná, México. Subiendo y bajando por su vía comercial, es una ruta que se suele realizar en 9-10 horas. 3:17 horas (2016).